# Islas del Instituto Ártico
Las islas del Instituto Ártico (del ruso: Острова Арктического института) es un compacto archipiélago de estrechas islas cubierto con vegetación de tundra. Las islas están situadas en el mar de Kara, a unos 173 km al norte de la costa de Siberia y a sólo 45 km al sur de las islas más cercanas al grupo, las islas Izvesti TsIK.
La distancia entre el extremo norte y el sur del archipiélago es de 49,5 km y su anchura máxima es de 21 km de este a oeste. La isla principal se llama Bolshoy. El mar que rodea las islas del Instituto Ártico está cubierta de hielo en el invierno y el clima es severo. Hay numerosos témpanos de hielo incluso en el verano. Este grupo de islas pertenece al krai de Krasnoyarsk, división administrativa de la Federación Rusa y forma parte de la Gran Reserva Natural del Ártico, la reserva natural más grande de Rusia.
Las islas del Instituto Ártico fueron nombradas en honor del Instituto Ártico de la URSS. La isla más al sur, la isla Sidorova lleva el nombre del propietario de una mina de oro de Siberia Mikhail K. Sidorov (1823-87), que desarrolló una propuesta para el comercio a lo largo de la Ruta marítima del Norte.